# Inevitable (canção de Shakira)
"Inevitable" é uma canção gravada pela artista musical colombiana Shakira, lançada como o terceiro single do seu quarto álbum de estúdio Dónde están los ladrones? (1998).

## Videoclipe
No videoclipe de "Inevitable", Shakira está cantando a música para uma plateia em uma arena circular em novembro de 1998. O vídeo começa com luzes de vela vindas da platéia. À medida que a música progride, as luzes estroboscópicas brilham sobre Shakira e sua banda enquanto ela balança a cabeça. No final do vídeo, as bolhas e os confetes caem de cima, a música diminui para quase uma cappella e o clipe termina com Shakira segurando o microfone sobre a cabeça.
Parte deste clipe também foi usado para promoção da Pepsi. No Comercial, pessoas da platéia estão segurando latas de refrigerante Pepsi, que se abrem no ritmo da música.

## Versão em inglês
Além disso, uma versão em inglês também foi escrita, o que então foi planejado para uma versão em inglês de Dónde están los ladrones?. Seria intitulado "Inevitable (Inglês)", que foi cantado em alguns shows dos Estados Unidos, como The Rosie O'Donnell Show e The ALMA Awards, nesse último sendo cantado com Melissa Etheridge. No entanto, os planos foram logo cancelados, e Shakira em seguida lançou o Laundry Service.

## Performances ao vivo
Houve uma mudança notável em sua versão de canto da música em apresentações recentes, predominantemente durante a Oral Fixation Tour. Em vez de gritar estridentemente após o segundo refrão como gravado, ela segura a nota de "Inevitable". Ela fez essa mudança desde sua performance no MTV Unplugged de 1999. Além disso, durante o Live from Paris, ela muda as letras de "y no entiendo de futbol" para "y ya entiendo de futbol", fazendo referência a seu relacionamento com Gerard Piqué.